# Jean Baptiste Désiré Beauvais
Pour les articles homonymes, voir Beauvais (homonymie).
 (janvier 2013).
Jean Baptiste Désiré Beauvais, connu sous le nom d'I.D. Beauvais (Boulogne-Billancourt, 21 mai 1831 - Copenhague, 5 septembre 1896), est le fabricant et fondateur d'une société danoise de production d'aliments en conserves. La société est maintenant connue sous le nom Beauvais foods et fait partie du groupe norvégien Orkla ASA.

## Biographie
Ses parents, François Louis Beauvais et Marguerite Justine Cabouret étaient charcutiers. Il est venu à 15 ans avec son père s'installer à Copenhague.
Il s'est porté volontaire pour la Marine et fut intendant chef de 1848 à 1850 dans la première guerre de Schleswig sur la frégate Thétis Bellance et le bateau à vapeur Schleswig. Après la guerre, il créa I.D. Beauvais en 1850, une usine pour « mise en boîte hermétique » de la nourriture. 
En 1880 il transfère la gestion de la société Beauvais à ses deux fils, et après sa mort l'usine devient une SARL 1898 qui prit le nom ID Beauvais.